# Jan Pałubicki
Jan Pałubicki ps. Grad, Grom, Janusz, Ottokar, Piorun, nazwiska konspiracyjne Hans Gürke, Jerzy Grafowski, Skulimowski, Jan Borowy (ur. 2 kwietnia 1897 w Kloni, zm. 6 października 1982 w Poznaniu) – podpułkownik służby stałej artylerii, komendant Okręgu Pomorze Armii Krajowej w latach 1942–1945.  

## Życiorys
Syn kupca Augustyna i Anastazji z Jażdżewskich. Uczył się w gimnazjum w Chojnicach i Collegium Marianum w Pelplinie. W 1915 ukończył Gimnazjum Humanistyczne w Brodnicy. Podczas nauki w szkole średniej należał do Towarzystwa Tomasza Zana i tajnego skautingu. Od 19 września 1915 do grudnia 1918 walczył na froncie rosyjskim I wojny światowej w 79 pułku artylerii armii niemieckiej. Po zakończeniu wojny powrócił do domu. Z powodu aresztowania przez Grenzschutz w Grudziądzu nie udało mu się wziąć udziału w powstaniu wielkopolskim.   

## Lata międzywojenne
Od 19 czerwca 1919 służył w stopniu ogniomistrza w 3 pułku artylerii polowej Wojsk Wielkopolskich (od grudnia 1919 – 14 pułku artylerii polowej. 1 grudnia 1919 po zdaniu egzaminu oficerskiego otrzymał awans na podporucznika. Od marca 1920 brał udział w wojnie polsko-bolszewickiej jako dowódca 7 baterii 14 pułku artylerii polowej. 8 kwietnia 1920 w trakcie walk nad Berezyną został ranny w obydwie nogi odłamkami granatu. Do końca wojny przebywał w szpitalu. Podczas służby w 14 pap studiował prawo i ekonomię na Uniwersytecie Poznańskim. W 1928 został przeniesiony w stopniu kapitana na stanowisko dowódcy VI baterii szkolnej do Wołyńskiej Szkoły Podchorążych Rezerwy Artylerii we Włodzimierzu Wołyńskim. Tam 1 stycznia 1931 otrzymał awans na majora. Na początku 1932 został dowódcą 1 dywizjonu szkolnego. Od 1934 służył w 21 pułku artylerii lekkiej w Oświęcimiu jako dowódca 1, a następnie 3 dywizjonu. Na stopień podpułkownika został mianowany ze starszeństwem z 19 marca 1938 i 22. lokatą w korpusie oficerów artylerii. Od 15 lipca 1938 do 1 września 1939 zajmował stanowisko dyrektora nauk Szkoły Podchorążych Artylerii w Toruniu. W 1938 zakupił majątek ziemski w Smętowie, który uległ nacjonalizacji, gdy Pałubicki został uwięziony w PRL.

## II wojna światowa
W wojnie obronnej Polski sprawował funkcje dowódcy Ośrodka Zapasowego Artylerii Konnej nr 3 i komendanta garnizonu we Włodawie. Dowodził obroną miasta przed Wehrmachtem i walczył z Armią Czerwoną pod Chełmem. 23 września 1939 w walce z Niemcami w rejonie Hrubieszowa odniósł ciężką ranę i dostał się do niewoli. Przebywał w szpitalu w Kielcach oraz Oflagach IV C Colditz i Prenzlau, z którego we wrześniu 1940 został zwolniony jako inwalida wojenny. Powrócił wtedy do Torunia, gdzie podjął pracę w firmie budowlanej „Rathens” z siedzibą w Norymberdze. W kolejnych latach pracował jako pisarz i brygadzista w Toruniu, Brodnicy i Grudziądzu. Mieszkał w Toruniu przy Grudziądzkiej 95 i w domu Hozakowskich przy św. Jerzego 42. Od 1941 działał w Związku Walki Zbrojnej. W tym samym roku przez tydzień przebywał w toruńskim areszcie Gestapo, jednak został zwolniony z braku dowodów na aktywność w podziemiu. Pod koniec 1941 został komendantem Podokręgu Środkowego Okręgu Pomorze (przebywał wtedy na terenie powiatu włocławskiego), zaś w październiku 1943 – komendantem Okręgu AK. Kierował reorganizacją okręgu i scalaniem mniejszych organizacji podziemnych z AK. Od marca 1944 zagrożony ponownym aresztowaniem ukrywał się w lasach w okolicach Wieńca-Zdroju, następnie w Toruniu, m.in. u rodziny Jasielskich, i w Borach Tucholskich, gdzie dołączył do oddziału partyzanckiego „Jedliny – 102". W lipcu 1944 został odwołany z funkcji komendanta okręgu z powodu stanu zdrowia (rana nogi, depresja po śmierci żony).

## Lata powojenne
Wiosną 1945 otrzymał nominację na komendanta Delegatury Sił Zbrojnych na Okręg Pomorski. Gdy w 23 sierpnia 1945 został zatrzymany przez funkcjonariuszy UB, pełnił funkcję komendanta Okręgu Morskiego (Gdańskiego) DSZ. Pierwszy proces przed Wojskowym Sądem Rejonowym w Gdańsku zakończył się 7 czerwca 1946 umorzeniem sprawy na mocy amnestii z 2 sierpnia 1945. Najwyższy Sąd Wojskowy uchylił wyrok po rewizji prokuratorskiej i skierował do ponownego rozpatrzenia przez ten sam sąd. 25 września 1946 otrzymał wyrok półtora roku więzienia z zaliczeniem tymczasowego aresztowania na podstawie Dekretu o Ochronie Państwa. Po wyjściu z więzienia mieszkał w Bydgoszczy, Wałbrzychu (pracował tam w składnicy odpadów) i Poznaniu, gdzie był księgowym w Spółdzielni Inwalidów „Niewidomy” oraz podejmował różne prace fizyczne. Otrzymał niewielką emeryturę i uprawnienia kombatanckie dopiero w latach 60. XX w. dzięki staraniom byłych członków Tajnego Hufca Harcerzy w Gdyni. Pod koniec życia leczył się w Szpitalu dla Nerwowo i Psychicznie Chorych w Gnieźnie-Dziekance. Zmarł po amputacji nogi 6 października 1982 i został pochowany na Cmentarzu Junikowo w Poznaniu. W marcu 2000 jego prochy zostały ekshumowane do kwatery b. żołnierzy AK.

## Rodzina
Był dwukrotnie żonaty. Z pierwszego małżeństwa z Marią Adamczyk (ślub w 1928) miał córkę Teresę, z drugiego – z Barbarą Schulz, czterech synów: Janusza, Andrzeja, Jerzego i Joachima oraz córkę Barbarę.

## Upamiętnienie
Jego imię nosi ulica w Gdańsku (dzielnica Jasień).

## Awanse
- podporucznik - 1 grudnia 1919
- porucznik - 1 lipca 1921
- kapitan - 1 lipca 1923
- major - 1 stycznia 1931
- podpułkownik - 19 marca 1938

## Ordery i odznaczenia
- Krzyż Srebrny Orderu Virtuti Militari (1923)
- Złoty Krzyż Zasługi z Mieczami (1945)
- Złoty Krzyż Zasługi (19 marca 1936)[6][1]
- Medal Pamiątkowy za Wojnę 1918–1921 (1921)
- Medal Dziesięciolecia Odzyskanej Niepodległości (1928)
- Krzyż Żelazny II klasy (Prusy)